# Larnax maculatifolia
Larnax maculatifolia är en potatisväxtart som beskrevs av E.Rodr. och S.Leiva. Larnax maculatifolia ingår i släktet Larnax och familjen potatisväxter. Inga underarter finns listade i Catalogue of Life.